# 魯邦三世 魯邦VS複製人
《魯邦三世 魯邦VS複製人》（日语：ルパン三世 ルパンVS複製人間）是1978年12月16日上映的《魯邦三世》系列首部動畫電影作品。
原本的電影標題為「ルパン三世」，後來日本發行家用影音產品時多加了「ルパンVS複製人間」的副標題。
督察Zenigata前往德库拉城堡在特兰西瓦尼亚确认执行他的长期的克星温格鲁邦三世; 他发现的尸体是真正的羽扇豆用来逃离城堡的诱饵。Zenigata前往埃及旅行，认为卢平会根据之前盗取不朽物品的事实袭击吉萨墓地。他的预测证明是正确的，但是卢平和他的同事Daisuke Jigen和Goemon Ishikawa XIII逃离了哲学家的石头。卢平的潜在恋人藤子要求这块石头，他同意为神秘的客户获得这块石头，然后从巴黎的卢平手中抢走了它。自称Mamo的恩人发现石头是卢平制造的假货。
作为回应，卢平的帮派受到马莫部队的攻击，然后发现他们的藏身处被他的后卫弗林奇摧毁。Jigen和Goemon在彼此争吵之前，将藏身处的破坏归咎于藤子。卢平承诺放弃对藤子的渴望，从而使其他人平静下来。他们无处可去，他们走向大海，然后找到有食物和水的房屋。受伤的藤子来到卢平，迫使他违背了诺言，致使Jigen和Goemon放弃了他们。富兰克在弗林奇到达将它们带到马莫之前给卢平服药。吉根后来返回寻找弗林奇的飞机起飞，但找到了到达目的地的线索。他和Goemon后来遭到美国 特工的关于Mamo的讯问，但在无法回答问题时被释放。在询问期间，他们破译了藤子的线索，将他们带到马莫的加勒比海小岛。
神秘的亿万富翁马莫正式被称为霍华德·洛克伍德（Howard Lockewood），他告诉卢平操纵他偷了石头作为考验，因为他正考虑让他和藤子永生不朽，以赞美他的技术和美丽。卢平对“石头”更感兴趣，并搜寻马莫的岛屿。取回石头后，他和藤子被Mamo的追随者追赶，直到他们偶然发现Mamo的巢穴。毛茂认为卢平不值得永生，并试图将他变态的性格形象化为藤子，但她拒绝抛弃他。在美国空军攻击的基础上，跟踪关注几根和五右卫门岛。Jigen救出了羽扇豆和藤子，看似在枪战中杀死了Mamo，而Goemon与Flinch决斗。这场交战破坏了Goemon的剑Zantetsuken，导致他离开训练。
卢平，藤子和吉根前往哥伦比亚，卢平认为马莫可能通过不断地克隆自己而获得永生。他们被Mamo引入了一个愿景，他揭示了他的克隆技术使他活了一万年，而且他对人类历史上的每一个重大事件都负有责任。Mamo还解释说他克隆了羽扇豆。然后，他亲自出现，夺回了藤子，一个心急如焚的卢平挑战他创造奇迹。Mamo的回应是通过摧毁核电站引发地震。
在寺庙里，Mamo向藤子解释说，他的克隆技术从未得到完善，其结果已从他的原始形式中堕落了。他决定自己和藤子必须重新居住在地球上，并说服她按下按钮以发射核导弹以实现这一目标。卢平到达，并透露他操纵了导弹使其在发射之前爆炸。沮丧，Mamo将Fujiko和他一起带到了发射台，并用激光防御了Lupin。卢平使用Goemon的剑尖（早些时候是Jigen给他的剑）偏转激光，焚化了Mamo。
出现一艘飞船，里面有一个巨大的大脑，表明自己是原始的马莫族。卢平意识到，就像火箭发射到太空一样，马莫控制着他的克隆，就像他的身体一样。羽扇豆和藤子逃脱了火箭弹的轨迹，但是在羽扇豆上放炸药之前没有逃脱。玻璃破碎，马莫的大脑朝着太阳漂移。卢平在瓦砾中找到藤子，并被泽尼加塔抓获。藤子提供帮助卢平，但美国人对马莫基地发动了导弹攻击。藤子被吉根营救，古蒙在山顶上只说了最后一句话，而卢平和泽尼加塔戴着手铐在一起，徒步逃脱。

## 配音
- 魯邦三世：山田康雄
- 次元大介：小林清志
- 峰不二子：增山江威子
- 石川五右衛門：井上真樹夫
- 錢形幸一：納谷悟朗
- 馬摩：西村晃
- 警察總長：富田耕生
- 史塔基：大平透
- 高登：柴田秀勝
- 埃及警察局長：三波春夫
- 總統：赤塚不二夫
- 秘書長：梶原一騎

## 製作團隊
- 製作：藤岡豊
- 原作：Monkey Punch（双葉社刊）
- 導演・演出・分鏡：吉川惣司
- 編劇：大和屋竺、吉川惣司
- 監製：大塚康生
- 人物設計：芝山努
- 作畫監督：椛島義夫、青木悠三
- 美術：阿部行夫
- 攝影監督：黑木敬七
- 剪輯：相原義彰
- 錄音監督：加藤敏
- 音樂：大野雄二
- 選曲：鈴木清司
- 製作補：鄉田三朗、片山哲生
- 現像：東京現像所
- 執行製片：矢島和昭、春田克典
- 製作擔當：池田陽一
- 製作宣傳：P&M
- 製作協力：東北新社
- 連載誌：週刊漫畫action、パワァ・コミックス（雙葉社刊）
- 配給：東寶株式會社
- 製作：東京ムービー新社

## 插入歌
- 「ルパン音頭」（テイチク・レコード）
  - 作詞 - Monkey Punch
  - 補作詞 - 中山大三郎
  - 作曲・編曲 - 大野雄二
  - 歌手 - 三波春夫